# Bella Hadid
Bella Hadid właśc. Isabella Khair Hadid (arab. بيلا حديد; ur. 9 października 1996 w Waszyngtonie) – amerykańska modelka pochodzenia palestyńsko-holenderskiego.

## Życiorys
Isabella Khair Hadid urodziła się 9 października 1996 w Waszyngtonie, jest córką palestyńskiego dewelopera Mohameda Hadida i córką byłej modelki Yolandy Hadid (zd. van den Herik). Bella ma czworo rodzeństwa: starszą siostrę Gigi Hadid i młodszego brata Anwara Hadid, którzy podobnie jak ona zajmują się modelingiem oraz dwie przyrodnie siostry ze strony ojca – Marielle i Alana. Przed karierą modelki rozwijała się w jeździectwie, a w 2014 przeprowadziła się do Nowego Jorku, aby rozpocząć studia fotograficzne. W tym samym czasie nawiązała kontrakt z agencją modelek IMG Models. Gdy jej kariera w modelingu nabrała tempa, postanowiła przerwać naukę i w pełni poświęcić się modelingowi.

## Kariera
Zadebiutowała jako modelka w wieku szesnastu lat w reklamie Flynn Skye. Wystąpiła także w projektach modelingowych, takich jak „The Swan Settings” autorstwa Lesy Amoore u boku aktora Bena Barnesa oraz „Smoking Hot” w wykonaniu Holly Copeland. Hadid była również modelką kolekcji Hanna Hayes na jesień/zimę 2013. W sierpniu 2014 roku podpisała kontrakt z IMG Models. We wrześniu  tego samego roku zadebiutowała na New York Fashion Week idąc w pokazie marki Desigual.  W grudniu Hadid po raz pierwszy pojawiła się na okładce  francuskiego magazynu Jalouse. W 2015 wzięła udział w kampanii projektanta Ralpha Laurena zatytułowanej Denim & Supply.
W styczniu 2016 roku Hadid zadebiutowała w Chanel Couture podczas wiosenno-letniego tygodnia mody Paris Haute Couture oraz wystąpiła w kampanii Marca Jacobsa zatytułowanej My America. 31 maja 2016 została ambasadorką kosmetyków marki Dior.
W 2017 w sezonie wiosna/lato podczas New York Fashion Week otworzyła pokaz marki DKNY, a także chodziła w pokazach dla Michaela Korsa, Anny Sui, Ralpha Laurena i Marca Jacobsa. W tym samym roku podczas London Fashion Week otwierała pokaz marki Versace.
W styczniu 2018 pojawiła się na okładce koreańskiego wydania Vogue, a w marcu na okładce brytyjskiego wydania ze swoją siostrą Gigi Hadid. W tym samym roku otworzyła pokaz marki Off-White podczas Paris Fashion Week.
W 2024 roku po odejściu ze świata modelingu, przeprowadziła się do Fort Worth w Teksasie, by zamieszkać ze swoim chłopakiem, zawodowym jeźdzcem - Adanem Banuelosem.

## Nagrody i nominacje
W marcu 2016 roku, Hadid wygrała „Model Roku” na Daily Front Row’s Fashion Los Angeles Awards. Natomiast w czerwcu 2016 roku Hadid znalazła się w rankingu Models.com’s Top 50 Models. We wrześniu zdobyła tytuł „Modelki Roku” na gali GQ Men of the Year Awards w Londynie. W grudniu portal Models.com nominował Hadid do nagród wybór czytelników w kategoriach „Modelka Roku” i „Gwiazda Social Media Roku”. Została również wybrana „Modelką Roku” przez profesjonalistów z branży.
| Rok  | Konkurs                                  | Nagroda                                              | Rezultat  |
| ---- | ---------------------------------------- | ---------------------------------------------------- | --------- |
| 2015 | Models.com Industry Awards               | Wybijająca się gwiazda: Kobiety (Wybór czytelników)  | Wygrana   |
| 2016 | Second Annual Fashion Los Angeles Awards | Modelka Roku                                         | Wygrana   |
| 2016 | GQ Men of the Year Awards                | Modelka Roku                                         | Wygrana   |
| 2016 | British Fashion Awards                   | Międzynarodowa Modelka Roku                          | Nominacja |
| 2016 | Models.com Industry Awards               | Modelka Roku wybrana przez profesjonalistów z branży | Wygrana   |
| 2016 | Models.com Industry Awards               | Modelka Roku wybrana przez czytelników               | Nominacja |
| 2016 | Models.com Industry Awards               | Gwiazda SocialMediów Roku wybrana przez czytelników  | Nominacja |